# Andy Barr
Garland Hale Barr IV, detto Andy (Lexington, 24 luglio 1973), è un politico statunitense, membro della Camera dei Rappresentanti per lo stato del Kentucky.

## Biografia
Nato e cresciuto nel Kentucky, Barr studiò legge all'Università del Kentucky e divenne avvocato.
Negli anni successivi lavorò per vari politici fra cui Jim Talent, Steve Beshear ed Ernie Fletcher.
Nel 2010 entrò in politica con il Partito Repubblicano e si candidò alla Camera dei Rappresentanti contro il deputato democratico Ben Chandler ma perse le elezioni di misura. Due anni dopo si ricandidò contro Chandler e questa volta fu lui a vincere di misura la competizione, riuscendo ad essere eletto deputato, per poi essere riconfermato nelle successive elezioni.
Sposato, è padre di due figli.